# فيل شتاين
فيل شتاين هو لاعب هوكي الجليد كندي، ولد في 13 سبتمبر 1913 في تورونتو في كندا، وتوفي بنفس المكان في 4 أبريل 1997.

## وصلات خارجية
- فيل شتاين على موقع دوري الهوكي الوطني (الإنجليزية)
- فيل شتاين على موقع قاعة مشاهير الهوكي (لاعب أن.إتش.أل) (الإنجليزية)
- فيل شتاين على موقع EliteProspects.com (الإنجليزية)
- فيل شتاين على موقع HockeyDB.com (الإنجليزية)
- فيل شتاين على موقع Hockey-Reference.com (الإنجليزية)